# Корне (Тренто)
Корне је насеље у Италији у округу Тренто, региону Трентино-Јужни Тирол.
Према процени из 2011. у насељу је живело 205 становника. Насеље се налази на надморској висини од 481 м.